# Gennadi Belkow

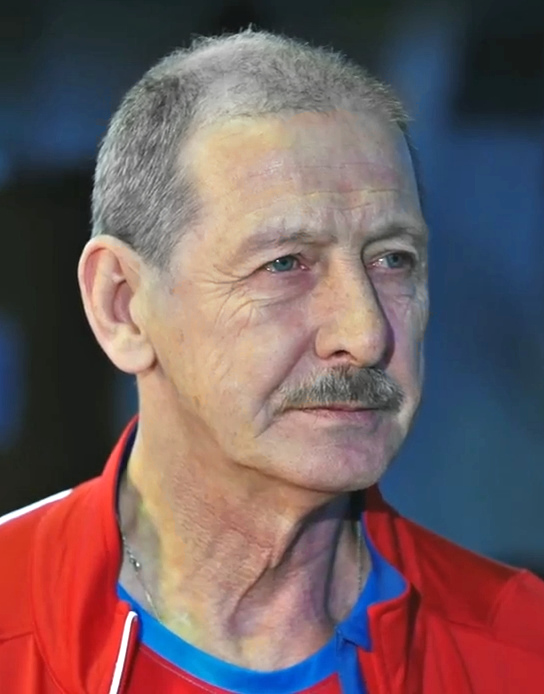
Gennadi Belkow (2017)

Gennadi Belkow (russisch Геннадий Белков, engl. Transkription Gennadiy Belkov; * 24. Juni 1956 in Samara) ist ein ehemaliger usbekischer Hochspringer, der für die Sowjetunion startete.
Bei den Europameisterschaften 1978 in Prag kam er auf Rang 14, und bei den Halleneuropameisterschaften 1979 in Wien gewann er Silber.
1980 belegte er bei den Halleneuropameisterschaften in Sindelfingen den 18. Platz und wurde Zehnter bei den Olympischen Spielen in Moskau.
Bei den Halleneuropameisterschaften 1983 in Budapest kam er auf den 16. Platz.
1979 und 1980 wurde er Sowjetischer Hallenmeister.

## Persönliche Bestleistungen
- Hochsprung: 2,32 m, 29. Mai 1982, Taschkent
  - Halle: 2,30 m, 30. Januar 1983, Tscheljabinsk